# Patricheni
Patricheni – wieś w Rumunii, w okręgu Neamț, w gminie Pâncești. W 2011 roku liczyła 138 mieszkańców.